# Vescoa ma
Vescoa ma är en fjärilsart som beskrevs av Dyar 1910. Vescoa ma ingår i släktet Vescoa och familjen Megalopygidae. Inga underarter finns listade i Catalogue of Life.